# Fred Benavente
Alfred (Fred) Benavente (Haarlem, 24 november 1926 – Le Caylar (Frankrijk), 2 december 2005) was een Nederlands programmamaker, acteur, zanger en tekstschrijver.
Benavente begon in 1955 als cameraman bij de televisieomroep. Al snel werd hij verantwoordelijk voor de belichting. In de jaren zestig werd hij regisseur voor de NCRV en begon programma's te presenteren.
Hij werd vooral bekend als lid en regisseur van het team van het satirische televisieprogramma Farce Majeure, waarin hij samenspeelde met Alexander Pola, Jan Fillekers, Ted de Braak en Henk van der Horst. Hij was echter ook de bedenker van populaire programma's zoals Zeskamp en Spel zonder grenzen, hij regisseerde de Ted Show (met Ted de Braak) en Speel ’s met lichte Muziek, en hij bedacht en regisseerde een reeks programma’s met Bueno de Mesquita en Rita Corita.
Met zijn karakteristieke stem sprak hij commercials en tekenfilms in. Zo verzorgde hij de stem van Olivier B. Bommel in de film Als je begrijpt wat ik bedoel.
Voor al zijn werk voor de Nederlandse televisie werd hij in 2004 benoemd tot Ridder in de Orde van Oranje-Nassau.
Benavente is op vrijdag 9 december 2005 gecremeerd in Bilthoven.